# Пантелеимон (Котокос)
Епи́скоп Пантеле́имон (греч. Επίσκοπος Παντελεήμων, алб. Peshkopi Pandelejmon, в миру Хри́стос Кото́кос, греч. Χρήστος Κοτόκος, алб. Kristo Kotoko; 9 июля 1890, Корча — 24 мая 1969, Афины) — епископ Албанской православной церкви, епископ Гирокастринский.

## Биография
В 1913 году окончил богословскую школу на острове Халки, защитив диссертацию диссертацию на тему «Η διδασκαλία του ιερού Χρυσοστόμου περί ποιμαντικού αξιώματος».
В 1913—1920 годы служил в качестве преподавателя в Пангийской гимназии города Корча.
Из-за отказа признать неканоническое провозглашение Албанской православной церкви подвергался гонениям дважды: в 1923 и 1929 годах.
В 1931—1937 годы изучал политологию и право в Афинском университете.
2 апреля 1937 года митрополитом Филадельфийским Емилианом (Пападимитриу) был рукоположён в сан диакона, а 4 апреля того же года митрополитом Деркским Иоакимом (Пелеканосом) был рукоположён в сан священника. 11 апреля 1937 года в Монастыре Святой Троицы на острове Халки был рукоположён во епископа Гирокастринского. Хиротонию совершили: митрополит Принкипонисский Фома (Саввопулос), митрополит Феодоропольский Леонтий (Ливериос) и митрополит Филадельфийский Емилиан (Пападимитриу).
В ноябре-декабре 1940 года, в ходе итало-греческой войны, греческая армия освободила Северный Эпир (южную Албанию). Однако в апреле 1941 года на помощь своим итальянским союзникам пришла Гитлеровская Германия, чьи войска вторглись в Грецию из союзной немцам Болгарии. 
Греческая армия вынужденно покинула Албанию. 
Епископ Пантелеимон также покинул Албанию с отступающей армией и поселился в Афинах, где вместе с епископом Евлогием (Куриласом) стал главой Центрального комитета борьбы за Северный Эпир. После войны, 18 ноября 1945 года, ему удалось организовать массовую демонстрацию в Афинах, в которой приняли участие 150 000 человек. В последующие годы он активно представлял интересы греческих изгнанников из Северного Эпира. Говорил о дискриминации греческого меньшинства коммунистическим режимом Албании.
Скончался 24 мая 1969 года в Афинах.